# Aitor Embela
Aitor Embela Gil (Figueras, España, 17 de abril de 1996) es un futbolista hispano-ecuatoguineano que juega de portero en el C. D. Soneja de la Tercera Federación.
Es internacional con Guinea Ecuatorial, donde nació su abuelo paterno.

## Trayectoria
Aunque nació en España, debido a la emigración de su abuelo paterno (natural de Dibolo, Guinea Ecuatorial), tiene la doble nacionalidad ecuatoguineana y española.
Se trata de un portero formado en los clubes C. D. Altura, Villarreal C. F. y Málaga.
En enero de 2017 se marchó sin debutar con el Real Valladolid B. Debido a su afán de contar con los minutos negados en el filial, firmó por el segundo equipo del Sabadell en Tercera, aunque entrenaría con el primer equipo del Centre d'Esports Sabadell Futbol Club.
En verano de 2017 firmó por el Fútbol Club Jumilla, que militaba en la Segunda División B.
En 2018 pasó a formar parte de la cantera de la U. D. Logroñés, consolidándose como portero titular del filial, jugando en Tercera División del grupo La Rioja.
Durante la temporada 2019-20, y de forma breve por la temprana finalización de la liga a causa de la COVID-19, firmó con la U. E. Figueres.
En julio de 2021 se incorporó a la U. D. Somozas. Allí permaneció un par de campañas antes de seguir con su carrera en el C. D. Soneja.

## Selección nacional
En junio de 2011 jugó como capitán con la selección sub-16 Guinea Ecuatorial, que fue hecha en España exclusivamente para disputar un torneo de fútbol base en Gerona.  En septiembre de ese mismo año, fue convocado para la selección española sub-16, con la cual entrenó.
Ha sido citado por la selección ecuatoguineana absoluta por primera vez en ocasión de la Copa Africana de Naciones 2015, en la que no disputó ninguno de los seis partidos, dada la consolidación de Felipe Ovono. Debutó el 26 de marzo de ese año en un amistoso contra Egipto, que concluyó en derrota (0:2).